# Koué
Koué (arabisch, auch: Kowé) ist eine Siedlung auf der Komoreninsel Anjouan im Indischen Ozean. Die Stadt liegt an der Südküste zwischen Magnassini-Nindri (N) und Moya (S).

## Geografie
Koué liegt an der Südküste südlich des Ausgangs des Lingoni-Tales südlich anschließend an Magnassini-Nindri. Die Flüsse Gnavivi, Mouavou und Kotchi prägen die Landschaft des Ortes am Abhang des Satsoumou-Kammes.

## Klima
Koué liegt im Tropischen Regenwaldklima. Die Temperaturen sind das ganze Jahr über konstant und liegen zwischen 20 °C und 25 °C.